# 이중사고
이중사고(영어: doublethink)는 두 개의 상반된 내용을 모두 받아들이는 사고방식을 말한다. 조지 오웰의 《1984》를 관통하는 개념이다.

## 소설의 인용
| “ | 과거의 개조는 '영사'의 중심 교리이다. 과거의 사건들이 객관적으로 존재하는 것이 아니라 오직 기록된 자료와 인간의 기억 속에서만 존재한다. 과거는 오직 그 자료와 기억이 한데 뭉친 것이다. 그리고 당은 그 모든 자료와 당원의 마음속까지 완전히 통제하고 있기 때문에 과거는 당이 마음대로 만들 수 있는 것이다. 그런데 과거를 변경시킨다고 해서 특별한 예외의 경우를 인정하는 것을 결코 아니다. 어떤 순간에 필요한 형태로 과거를 재창조했을 때 바로 이 새로운 것이 과거이고, 다른 과거는 있을 수 없기 때문이다. 과거의 사건들이 바람직한 양상으로 일어난 것은 수정한 탓이라는 사실을 기억해 둘 필요가 있다. 이처럼 기억을 다시 정리하거나 기록된 자료를 허위로 변경했다면, 그 다음에는 그렇게 했다는 사실을 잊어야 한다. 이런 기술은 다른 정신적 훈련처럼 습득될 수 있을 것이다. 대부분의 당원과 정통적이며 지적인 사람들이 이것을 배우고 있다. 구어로는 이를 곧이곧대로 '현실 통제'라 하고, 신어로는 '이중사고'라고 한다. '이중사고'란 낱말은 이 외에도 다른 여러 가지 뜻을 내포하고 있는데, 우선 이것은 한 사람이 두 가지 상반된 신념을 동시에 가지며, 그 두 가지 신념을 모두 받아들일 수 있는 능력을 의미한다. 당의 지식층은 자신들의 기억을 어떤 방향으로 변화시켜야 할지 알고 있다. 따라서 그들은 현실을 농락하고 있다는 것도 알고 있다. 그러나 그들은 또한 '이중사고'의 훈련에 의해서 현실은 침해받지 않았다고 생각하며 만족해한다. 그러나 이런 과정은 의식적이어야 한다. 그렇지 않으면 정확하게 수행될 수 없다. 그런데 또한 이런 과정은 무의식적이어야 한다. 그렇지 않으면 날조를 한다는 느낌이 들게 되고, 그로 인해 죄의식을 느끼게 되기 때문이다. 당의 본질적인 행위는 완전히 정직하게 수행된다는 확고부동한 신념을 가지고 있는 가운데 의식적인 기만을 감수하며 행해져야 한다. 그렇기 때문에 '이중사고'는 '영사'의 핵심이다. 의도적으로 거짓말을 하면서 그 거짓말을 진실로 믿고, 불필요해진 사실은 잊어버렸다가 그것이 다시 필요해졌을 때 망각 속에서 다시 끄집어내며, 객관적인 현실을 부정하는 한편으로 언제나 부정해 버린 현실을 고려하는 등의 일들이 절대적으로 필요하다. '이중사고'란 말을 사용할 때도 '이중사고'를 해야 한다. 이 말을 사용하면 현실을 왜곡했다는 것을 인정하는 것이고, 여기에서 다시 '이중사고'를 하면 바로 인정한 것을 지워버리는 것으로, 무한한 거짓말이 진실보다 언제나 한걸음 앞서가기 때문이다. | ” |
|   | — '1984', 정희성 옮김, 민음사 |   |

만일 사람들이 거짓말을 믿는다면 - 그리고 모든 기록들이 그렇게 되어 있다면 - 그 거짓말은 역사가 되고 진실이 되는 것이다. '과거를 지배하는 자는 미래를 지배한다. 현재를 지배하는 자는 과거를 지배한다.' 그러나 과거는 본질적으로 변경될 수 있음에도 여태 그런 적이 없다. 이는 지극히 단순한 이치이다. 필요한 것은 자신의 기억을 끊임없이 말살시키는 것뿐이다. 사람들은 이를 ' 현실 제어' 라 칭했는데 신어로는 '이중사고'라고 한다.
알면서 모르는 척하는 것, 진실을 훤히 알면서도 교묘하게 꾸민 거짓말을 하는 것, 철회된 두 가지 견해를 동시에 지지하고 서로 모순되는 줄 알면서 그 두 가지를 동시에 믿는것, 논리를 사용하여 논리에 맞서는 것, 도덕을 주장하면서 도덕을 거부하는 것, 민주주의가 아닌 줄 뻔히 알면서 민주주의의 수호자라고 믿는 것, 잊어버려야 할 것은 무엇이든 잊어버리고 필요한 순간에만 기억에 떠올렸다가 다시 곧바로 잊어버리는 것, 그리고 무엇보다 그 과정 자체에다 똑같은 과정을 적용하는 것, 이런 것들은 지극히 미묘하다. 의식적으로 무의식 상태에 빠지고, 자신이 방금 행한 최면 행위에 대해서까지 의식하지 못하는 격이다. 그래서 '이중사고'라는 말을 이해하는 데조차 이중사고를 사용해야만 한다.

## 같이 보기
- 교조주의
- 집단사고
- 해리 (심리학)
- 모순
- 위선 (윤리학)
- 거짓 선동

## 참고
1. ↑  영국 사회주의(English Socialism)